# Belovalva
Belovalva là một chi bướm đêm thuộc họ Gelechiidae.